# 24750 Ohm
24750 Ohm este un asteroid din centura principală, descoperit pe 24 septembrie 1992, de Freimut Börngen și Lutz Schmadel.